# Warren G. Harding
Warren Gamaliel Harding (2 tháng 11 năm 1865 – 2 tháng 8 năm 1923) là Tổng thống thứ 29 của Hoa Kỳ tại nhiệm từ năm 1921 đến khi ông qua đời vào năm 1923. Ông là thành viên của Đảng Cộng hòa từ Ohio và là một trong những vị Tổng thống nổi bật nhất thời điểm đó. Sau khi Harding qua đời, một số vụ bê bối, như vụ Teapot Dome hay vụ ngoại tình với Nan Britton, mới được phơi bày ra ánh sáng. Những vụ việc này đã ảnh hưởng không nhỏ đến danh tiếng của ông và dẫn đến việc Harding bị đánh giá là một trong những vị Tổng thống tệ nhất trong lịch sử Hoa Kỳ.

## Tiểu sử
Harding dành phần lớn thời gian của mình sinh sống tại vùng nông thôn bang Ohio và chỉ di chuyển đên nơi khác để phục vụ cho công việc chính trị của mình. Khi còn trẻ, ông đã mua một tòa soạn báo mang tên The Marion Star và phát triển tòa soạn này trở nên lớn mạnh hơn. Năm 1899, Harding được bầu làm Thượng Nghị sĩ cho Thượng viện bang Ohio và làm việc 4 năm tại cơ quan này trước khi trở thành Phó Thống đốc bang Ohio. Ông thất bại khi tranh cử chức Thống đốc bang Ohio năm 1910. Tuy nhiên, vào năm 1914, Harding trở thành Thượng Nghị sĩ của Thượng viện Hoa Kỳ.

## Sự nghiệp chính trị

### Thời kỳ thăng tiến (1897-1919)
Ông là nhà xuất bản báo chí có thế lực với tài nói diễn văn trước công chúng.
Ông phục vụ chính quyền tiểu bang Ohio từ năm 1899 đến 1903 lên đến chức Phó thống đốc. Từ năm 1915 đến năm 1921 ông là Thượng nghị sĩ Hoa Kỳ. Harding hoạt động chính trị theo xu hướng bảo thủ, trở thành lãnh tụ Đảng Cộng hoà năm 1920. Trong cuộc tranh cử vào năm này, khi Hoa Kỳ đang hồi phục sau Chiến tranh thế giới thứ nhất, ông tuyên bố sẽ đưa Hoa Kỳ trở lại bình thường, và đắc cử, thắng phe Đảng Dân chủ của James M. Cox, với tỉ số 60,36% với 34,19%.

### Tranh cử tổng thống Hoa Kỳ
Năm 1920, Harding tranh cử để trở thành ứng viên đại diện Đảng Cộng hòa trong kỳ bầu cử Tổng thống. Trước khi hội nghị Đảng Cộng hòa bắt đầu, Harding không được xem như là một ứng viên tiềm năng để tranh chức vụ này. Tuy nhiên, khi các ứng cử viên hàng đầu của Đảng đều không thể đạt được số phiếu đa số cần thiết, và việc bầu chọn trong nội bộ Đảng đã đi đến bế tắc, Harding dần nhận được sự ủng hộ của các thành viên trong đảng. Cuối cùng, ở lần bỏ phiếu thứ mười, ông đã được bầu chọn trở thành ứng viên đại diện phe Cộng hòa trong kỳ bầu cử Tổng thống năm đó. Harding cho tiến hành chiến dịch hiên nhà (tiếng Anh: front porch campaign) - ông phát biểu trước những người ủng hộ mình ngay tại sân nhà ở Marion, Ohio hoặc một nơi nào đó trong thành phố. Ông tranh cử với câu khẩu hiệu "return to normalcy" (tạm dịch: trở lại bình thường) với ý muốn đưa đất nước trở lại như thời trước Chiến tranh Thế giới thứ nhất. Ông đã chiến thắng sau khi vượt qua ứng cử viên Đảng Dân chủ James M. Cox và ứng cử viên Đảng Xã hội Eugene Debs (người đang bị cầm tù lúc bấy giờ) và trở thành người đầu tiên trong lịch sử Hoa Kỳ trở thành Tổng thống khi vẫn còn tại nhiệm chức Thượng Nghị sĩ.

### Tổng thống Hoa Kỳ
Khi làm Tổng thống, Harding đã bổ nhiệm một số nhân vật được đánh giá cao vào Nội các của mình, bao gồm Andrew Mellon làm việc tại Bộ Tài chính, Herbert Hoover tại Bộ Thương mại, và Charles Evans Hughes tại Bộ Ngoại giao. Chính sách đối ngoại nổi bật nhất của Harding phải kể đến là việc khởi xướng và tham dự Hội nghị Hải quân Washington năm 1921 và 1922, trong đó các cường quốc sở hữu lực lượng hải quân hùng hậu bậc nhất trên thế giới (trừ Cộng hòa Xã hội chủ nghĩa Xô viết Liên bang Nga) đã đồng ý về một chương trình giới hạn hoạt động quân sự của trên biển kéo dài một thập kỷ. Về các vấn đề đối nội, Harding đã thả các tù nhân chính trị đã bị bắt vì phản đối nước Mỹ tham gia Chiến tranh Thế giới thứ nhất. Khi những thành viên Nội các của ông như Albert B. Fall (Bộ trưởng Bộ Nội vụ) và Harry Daugherty (Bộ trưởng Bộ Tư pháp) lần lượt bị xét xử vì tham nhũng lúc tại chức, những vụ bê bối này cũng như một số sự kiện xấu khác đã làm tổn hại rất lớn đến uy tín của Harding ngay cả khi ông đã qua đời. Khi đang công du ở vùng phía tây đất nước, Harding mất do chứng nhồi máu cơ tim tại San Francisco, 29 tháng sau khi nhậm chức tổng thống. Ông là tổng thống Hoa Kỳ thứ 6 đã chết khi còn tại nhiệm. Sau sự kiện này, Phó Tổng thống Calvin Coolidge đã lên kế nhiệm chức Tổng thống của Harding.
Khi lên chức tổng thống, Harding lập một nội các trong đó có Charles Evans Hughes, Andrew Mellon và Herbert Hoover. Một vài người ông bổ nhiệm sau này bị tố cáo tham nhũng như bí thư nội vụ Albert B. Fall. Về mặt đối ngoại, Harding ký Hiệp ước Versailles chính thức kết thúc Chiến tranh thế giới thứ nhất. Ông cũng xung phong trong công cuộc giải thể lực lượng hải quân thế giới trong cuộc hội đàm hải quân tại Washington năm 1921 - 22.

## Đánh giá
Tuy lúc đương thời, Harding rất được mến chuộng, ông bị sử gia xếp vào hạng tổng thống kém tài nhất trong lịch sử Hoa Kỳ. Thực ra, Harding cũng từng than phiền "Tôi không đủ sức cho chức vụ này và đúng ra hoàn toàn không nên có mặt ở đây".